# Kazimiera Kijowska
Kazimiera Kijowska (ur. 4 marca 1926 w Krakowie, zm. 26 sierpnia 2011 w Warszawie) – polska dziennikarka. Była oficerem AK i uczestniczką opozycji demokratycznej w PRL.

## Życiorys
W latach 1961–1981 była redaktorem pisma „Gromada – Rolnik Polski”. W 1981 roku zaangażowała się w strukturach dziennikarskich NSZZ „Solidarność”. Była desygnowana na stanowisko zastępcy Andrzeja Micewskiego – naczelnego redaktora pisma „Solidarność” Rolników Indywidualnych, które nigdy nie powstało.
W stanie wojennym Kazimiera Kijowska zaangażowała się w ruch pomocy humanitarnej koordynowany przez Duszpasterstwo Środowisk Twórczych w Warszawie. Pod pseudonimem Jagoda Jędrychowska opublikowała w „Kulturze Paryskiej”: „Rozmowy niekontrolowane” (ISBN 83-85066-17-9).
W 1988 została wyróżniona nagrodą Dziennikarzy Niezależnych im. Stanisława Konarskiego za książkę Rozmowy niekontrolowane która była cyklem anonimowych wywiadów z najważniejszymi postaciami opozycji demokratycznej. Rozmowy niekontrolowane były odczytywane i rozpowszechniane na bieżąco przez Radio Wolna Europa.

## Rozmowy niekontrolowane
Wśród ukrytych pod literami greckiego alfabetu rozmówców autorki (Alfa), znaleźli się wszyscy najważniejsi analitycy i komentatorzy analizujący szanse i zagrożenia podziemnej walki o niepodległość prowadzonej przez opozycję demokratyczną. Byli wśród nich m.in.: Józef Tischner – (Beta), Jarosław Marek Rymkiewicz – (Gamma), Andrzej Kijowski – (Delta), Jan Olszewski – (Epsilon), Bolesław Fac – (Zeta), Lech Bądkowski – (Eta), Stefan Bratkowski – (Theta), Noemi Madejska (Iota), Stanisław Mierzwa – (Kappa), Dorota Terakowska – (Lambda), Stanisław Radwan – (Chi), Mirosław Drzewiecki – (Omikron), Marek Rostworowski – (Ypsilon), Wiktor Klint – (Tau), Aranka Kiszyna – (Sigma), Ryszard Reiff – (Omega). Opublikowany już po roku 1989 kolejny tom rozmów z działaczami emigracyjnymi nosił tytuł: Widzieć Polskę z oddalenia (ISBN 83-85066-18-7).

## Życie prywatne
Była żoną Andrzeja Kijowskiego i matką Andrzeja Tadeusza Kijowskiego.
Po śmierci męża Andrzeja Kijowskiego, Kazimiera Kijowska poświęciła się pracom edytorskim, porządkując dorobek pisarza oraz przewodnicząc od 1995 pracom jury Nagrody im. Andrzeja Kijowskiego.

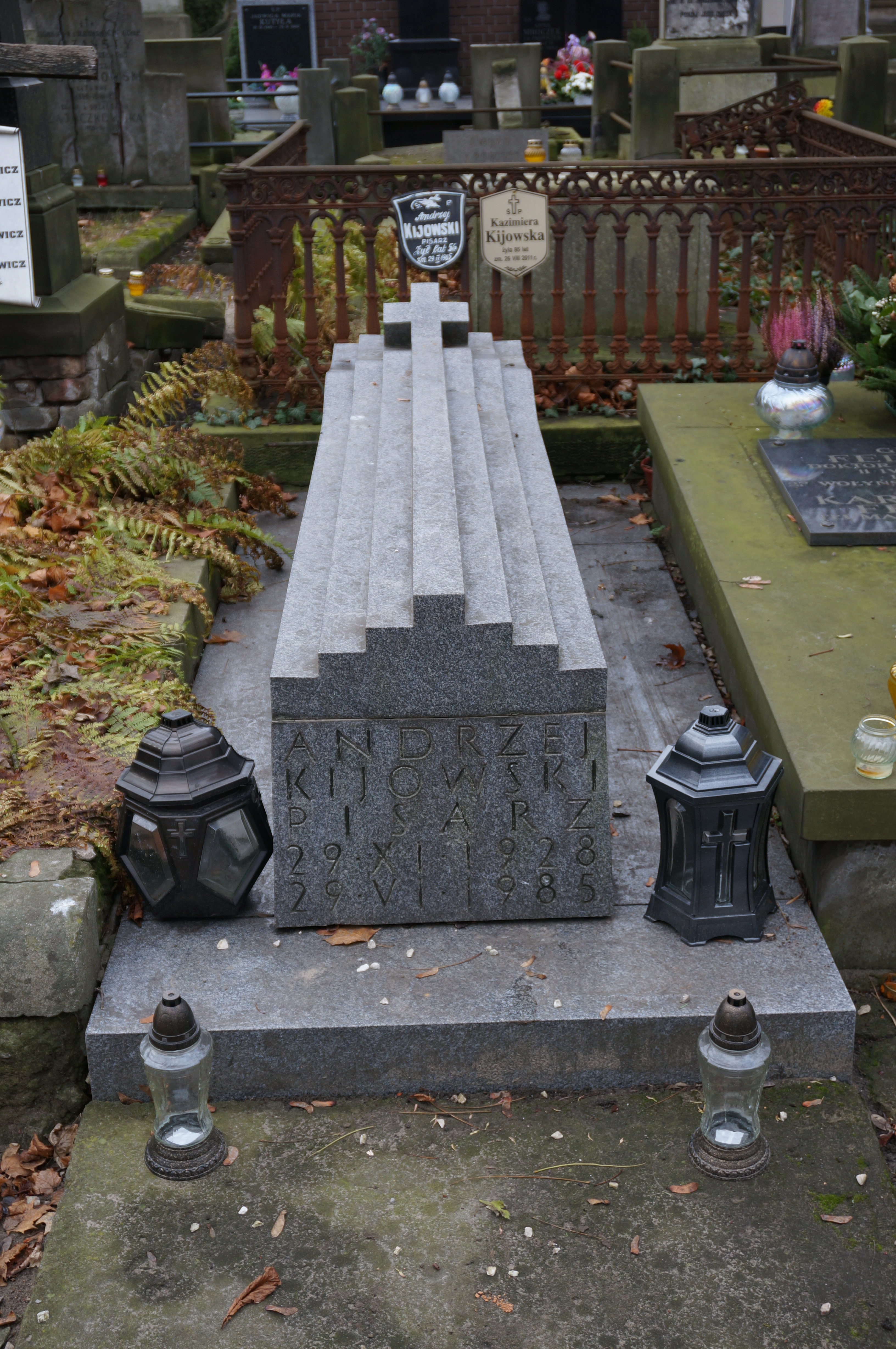
Grób Kazimiery Kijowskiej na cmentarzu Powązkowskim

Zmarła 26 sierpnia 2011. Została pochowana 1 września na cmentarzu Powązkowskim (kwatera 163-1-8).